# Collection des cent
|  |

|  |

La Collection des cent (ou « des Cent ») est une collection de cartes postales illustrées en couleur, vendues à partir de novembre 1901 jusqu'en mai 1903 sous pochettes et réunissant des compositions originales d'artistes, comme Alfons Mucha ou Jacques Villon. 
La collection annonçait 10 pochettes de 10 cartes, soit 100 cartes en tout, avec une parution tous les 15 jours. Apparemment, il n'y eut que 9 séries. 
Ces cartes artistiques françaises sont très recherchées car elles font partie des premières du genre et sont un témoignage de l'iconographie et des imaginaires au début des années 1900.

## Histoire
Cette appellation rappelle bien entendu le célèbre Salon des Cent, mais, à l'heure actuelle, il est difficile d'établir un lien d'affaire entre l'éditeur de ces cartes et la direction de la revue La Plume.
Animateur du Cartophile-club, situé à l'adresse parisienne de la Société des amis de la carte postale illustrée, au 6, rue du Croissant, Émile Greningaire, un coloriste aquarelliste parisien illustrateur pour enfants et spécialisé dans l'édition de luxe, décide en 1900 d’organiser un concours ouvert à tous les artistes : « Un jury compétent devra désigner les cent plus belles cartes, qui seront alors rassemblées sous l’appellation : « Collection des Cent » » Greningaire est qualifié d'« enlumineur d'ouvrages d'art » par l'éditeur et relieur Charles Meunier, dans sa revue L'Œuvre et l'Image.
Le procédé de reproduction des cartes est photomécanique, par voie de similigravure, et non chromolithographique.
La première pochette est lancée sur le marché le 1er novembre 1901, avec promesse de parution tous les quinze jours ; la dernière fut livrée après mai 1903. Au dos de la pochette figure la marque EG et la devise Color est vita.
Les soixante-douze cartes sont numérotées et comprennent au recto les mentions « Collection des cent. E. G. Paris. » plus le nom de l'artiste. Le verso permet de rédiger la correspondance. La cinquième pochette annonçait une carte signée Benjamin Rabier dont il n'existe à ce jour aucune trace. Il n'existe pas de 10e pochette.
Dès la première série, une voire plusieurs cartes érotiques sont glissées à l'intérieur des pochettes en prime de celles annoncées au sommaire. Ce « cadeau hors-collection » était sans doute réservé aux abonnés.
Commerçant, Greningaire ne se priva pas de réimprimer les cartes postales qui plaisaient au public, de même, il lança d'autres séries comme celle sur le Carnaval signée Marcel Jacquier.

## Artistes par séries
Il existe 98 cartes dans la collection : 90 cartes annoncées et diffusées en pochettes, auxquelles il faut ajouter des primes (souvent érotiques). Chaque pochette est imprimée sur un papier de couleur différente, portant un motif particulier imprimé en trichromie. Les noms d'artistes sont parfois écorchés : l'orthographe exacte a parfois ici pu être rétablie. Après la 62e carte, la numérotation disparaît progressivement.
|  |

### Série 1 («Rose jaune»)
- 2a - Louis Morin
- 2b - Louis Morin (prime)
- 3 - Steinlen
- 4 - Louis Borgex
- 5 - Sem
- 6 - Louis-Auguste Girardot
- 7 - Charles Léandre
- 7 - Luc-Olivier Merson[2]
- 8 - Henri Boutet
- 9 - Eugène Cadel
- 10 - Louis Grégoire

Les cartes de cette série sont visibles dans une galerie de Commons : La série 1
|  |

### Série 2 («Plume de paon»)
- 11a - Alfons Mucha[3]
- 11b - Alfons Mucha (prime)
- 12 - Caran d'Ache
- 13 - Léon Lebègue
- 14 - Gil Baer
- 15 - Guy Bonnet
- 16 - Eugène Grasset
- 17a - Ferdinand Bac
- 17b - Ferdinand Bac (prime)
- 18a - Richard Ranft
- 18b - Léon Lebègue (prime)
- 19 - Jacques Wély
- 19b - Jacques Wély (prime)
- 20 - Léopold Lelée

Les cartes de cette série sont visibles dans une galerie de Commons : La série 2
|  |

### Série 3 («Trèfle rose»)
- 21 - Adolphe Léon Willette
- 22 - Albert Guillaume
- 23 - Jacques Villon
- 24 - Henry Chapront
- 25 - Camille Boiry
- 26 - Adolphe Giraldon
- 27 - René Péan
- 28 - Charles Henrida
- 29 - Alfred Le Petit
- 30 - Charles Jean Auguste Escudier

Les cartes de cette série sont visibles dans une galerie de Commons : La série 3
|  |

### Série 4 («Clématites bleues»)
- 31 - Auguste François-Marie Gorguet
- 32 - Georges Dola
- 33 - Gaston Noury
- 34 - Paul Jouve
- 35 - Jules Chéret
- 36 - Arsène Cadiou
- 37 - Georges Conrad
- 38 - E. Flament
- 39 - Paul Guignebault
- 40 - Léonce Burret

Les cartes de cette série sont visibles dans une galerie de Commons : La série 4
|  |

### Série 5 («Glycine blanche»)
- 41 - M.-P. Verneuil
- 42 - Paul Follot
- 43 - Lepetit fils
- 44 - C. Varé
- 45 - Henri Héran
- 46 - Charles Guérin
- 47 - Paul Adolphe Kauffmann
- 48 - Emil Causé
- 49 - Lubin de Beauvais
- 50 - Jean Tild

Les cartes de cette série sont visibles dans une galerie de Commons : La série 5
|  |

### Série 6 («Cormier»)
- 51 - George Auriol
- 52 - Arsène Herbinier
- 53 - Fernand Fernel
- 54 - Michel Cassé[4]
- 55 - David Widhopff
- 56 - Georges Bigot
- 57 - Léon Gambey
- 58a - Louis Malteste
- 58b - Georges Riom[5],[6]
- 59 - Georges Delaw
- 60 - V. Chentesais

Les cartes de cette série sont visibles dans une galerie de Commons : La série 6
|  |

### Série 7 («Hirondelles»)
- 61 - Alfred Paris
- 62 - Maurice Marodon[7]
- 63 - Étienne Dinet
- 64 - Hermann-Paul
- 65 - Charles Huard
- 66a - Roberto Lewis
- 66b - Roberto Lewis (prime)
- 67 - Chivot
- 68 - F. Frog
- 69 - Emil Jean Kosa
- 70 - Bernard Naudin

Les cartes de cette série sont visibles dans une galerie de Commons : La série 7
|  |

### Série 8 («Marguerites»)
- Lem[8]
- 63 - Louis Vallet
- Xavier Gosé
- Auguste Roubille
- Jacques Baseilhac
- Jules Grün
- Georges Meunier
- Lucien Métivet
- Jehan Testevuide
- Henri Mirande

Les cartes de cette série sont visibles dans une galerie de Commons : La série 8
|  |

### Série 9 («Mimosa»)
- Orens Denizard (1879-1965)
- Albert Robida
- Jossot
- 73 - Eugène de Barberiis[9]
- Henry Gerbault
- Leonetto Cappiello
- L. Espinasse
- Henri-Gabriel Ibels
- Marcel Jacquier
- Louis Le Rivérend[10]
- Hermann Vogel (prime)

Les cartes de cette série sont visibles dans une galerie de Commons : La série 9